# Droga A38
Droga A38 – droga znajdująca się w Wielkiej Brytanii. Swój początek ma w Bodmin (Kornwalia), a kończy się w Mansfield (Nottinghamshire). Ze swoją długością 470 km (292 mile) jest jedną z najdłuższych dróg klasy A w Anglii. A38 była wcześniej znana jako Leeds — Exeter Trunk Road, nazwa ta dotyczyła również drogi A61. Przed budową autostrady M5 droga A38 stanowiła główną „trasę wakacyjną” z Midlands do Somerset, Devon i Kornwalii.
Na pewnym odcinku przebieg drogi w West Midlands prawie podąża szlakiem pierwotnych dróg rzymskich, w tym Icknield Street. Pomiędzy Worcester i Birmingham obecny ślad A38 podąża szlakiem saskiej drogi solnej. A38 jest jednojezdniową drogą równoległą na dłuższym odcinku autostrady M5.